# Museu de Joguets i Autòmats
El Museu de Joguets i Autòmats de Verdú fou un museu que exposà una col·lecció de més de mil objectes i estava ubicat en una antiga casa pairal del segle xv coneguda com a Cal Jan, sotmesa a un ampli procés de rehabilitació. Es va inaugurar l'any 2004, fruit de la iniciativa privada i de la col·lecció de Manel Mayoral, nascut a Verdú. Va tancar les portes el 2013 per reconvertir-se en un museu d'art contemporani.

## Edifici
L'edifici que l'acull, Cal Jan, una antiga casa pairal al número 23 de la Plaça Major, és al centre de la vida social del poble. Està distribuït en tres plantes amb una superfície de més de 2000 metres quadrats.
Cal Jan va ser construït al segle xv, com la resta d'edificis del mateix carrer i ja aleshores era una casa important a Verdú. Les llindes dels balcons del primer pis són un exemple del 1600. De fet, a la façana hi ha una inscripció del 1695, que és quan es va reconstruir. Es va utilitzar com a habitatge, a mitjan segle XX i el 1999 es va decidir iniciar la construcció del Museu.
Per adequar l'edifici a la seva nova funció, es va fer un replantejament total en la distribució i s'afegí algun solar veí. Per facilitar la visita es va construir una rampa que comunica les quatre plantes visitables. Tot això, es va realitzar sense barreres arquitectòniques.
Superfície: 2.075 metres quadrats totals (1.895 metres quadrats útils). S'utilitzaren: 1.000 tones de pedra, 224 tones de formigó, 55 tones de ferro, 20 km de cable elèctric, 1.000 metres de safata/guia per a cables, 500 metres quadrats de fusta, 400 metres quadrats de vidre.
Durant el 2011 el museu va ampliar la seva superfície un 50% i va incorporar un fons d'art.

## Exposició
La col·lecció incloïa atraccions de fira, bicicletes, futbolins, joguets de llauna, cotxes de pedal, autòmats, teatrins, jocs, patinets, nines, cartells, etc.
El museu constava de quatre grans àmbits temàtics: objectes relacionats amb el poble i el camp, peces emblemàtiques de futbol, vehicles de pedal i sobre rodes, i l'àmbit màgic vinculat a la fira.

### Objectes relacionats amb el poble i el camp
El primer àmbit, "Verdú paisatges de la memòria", era una evocació de Cal Pastoret, una botiga de queviures antiga. Reunia objectes de la botiga, planxes publicitàries de llauna i una singular màquina registradora. En els espais adjacents hi havia joguines relacionades amb el món rural: l'escola i l'església, oficis, animals domèstics i de corral, jocs tradicionals, nines de cartró, carros i tractors.

### Peces emblemàtiques de futbol
En l'àmbit dedicat al futbol hi havia futbolins, pilotes, botes, peces de Kubala, Di Stéfano, Pelé, Cruyff, Beckenbauer, Maradona, Guardiola, així com les botes d'Iniesta, Messi i Xavi.

### Vehicles de pedal i sobre rodes
Aquest àmbit recollia un ampli conjunt de vehicles de pedal: bicicletes, tàndems, tricicles, cotxes, tractors, màquines de tren i una especial moto del Mickey Mouse. Destaca la col·lecció de joguets elaborats a principis del segle XX per uns artesans catalans, els Llauners de Gràcia: tramvies, vagons de tren, cotxes, camionets i carros.

### L'àmbit màgic vinculat a la fira
Amb motiu de la fira de Verdú d'animals de peu rodó (1378-1975), el poble canviava la fesomia durant deu dies i s'omplia de negociants, pagesos que compraven i venien, espectacles, etc. Les joguines representen aquests animals i les atraccions de la fira.
El museu incloïa una àmplia col·lecció d'autòmats, la majoria fabricats a França a finals del segle xix o principis del XX, i destaquen els procedents de les atraccions Apolo de Barcelona, que recreen escenes costumistes i poètiques. Molts d'ells conserven el moviment original. Un espai estava dedicat a la disfressa: titelles, teatrins, màscares i cartells.

## Exposicions temporals
Des de la seva inauguració, el Museu va dur a terme exposicions temporals dedicades a companyies de teatre com Comediants, Tricicle i la Cubana, al futbol i a sis ceràmiques de l'artista Miquel Barceló.
Es realitzaven visites guiades pel Museu i per Verdú, disposava de tallers didàctics per a grups d'Infantil, Primària, Secundària i Batxillerat. També disposava d'una botiga de joguets i productes agroalimentaris del territori, a Verdú i en línia.
El Museu formava part de l'oferta cultural i turística de les Terres de Lleida i de la Ruta del Cister. Va obtenir el Premi a la Promoció de la Diputació de Lleida.
L'any 2010 el Museu va adquirir les botes del gol d'Andrés Iniesta a Stamford Bridge i els diners es destinaren al tractament d'un nen amb paràlisi cerebral. El mateix any van obrir una botiga, Jugorium, on es poden trobar joguines clàssiques.

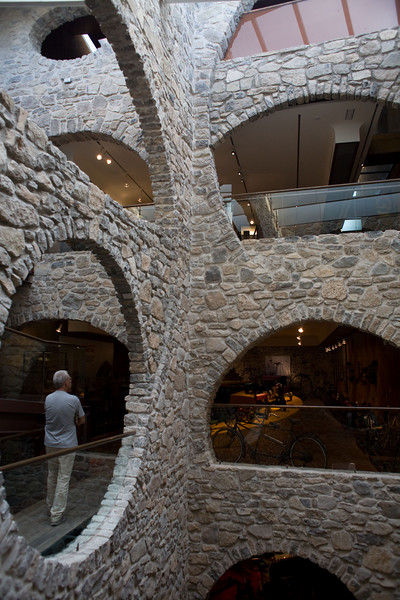
Interior del museu
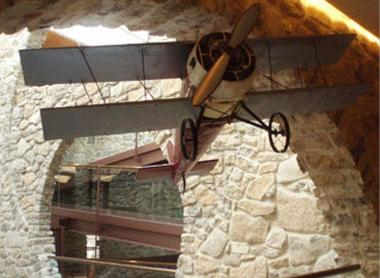
Avió de joguina
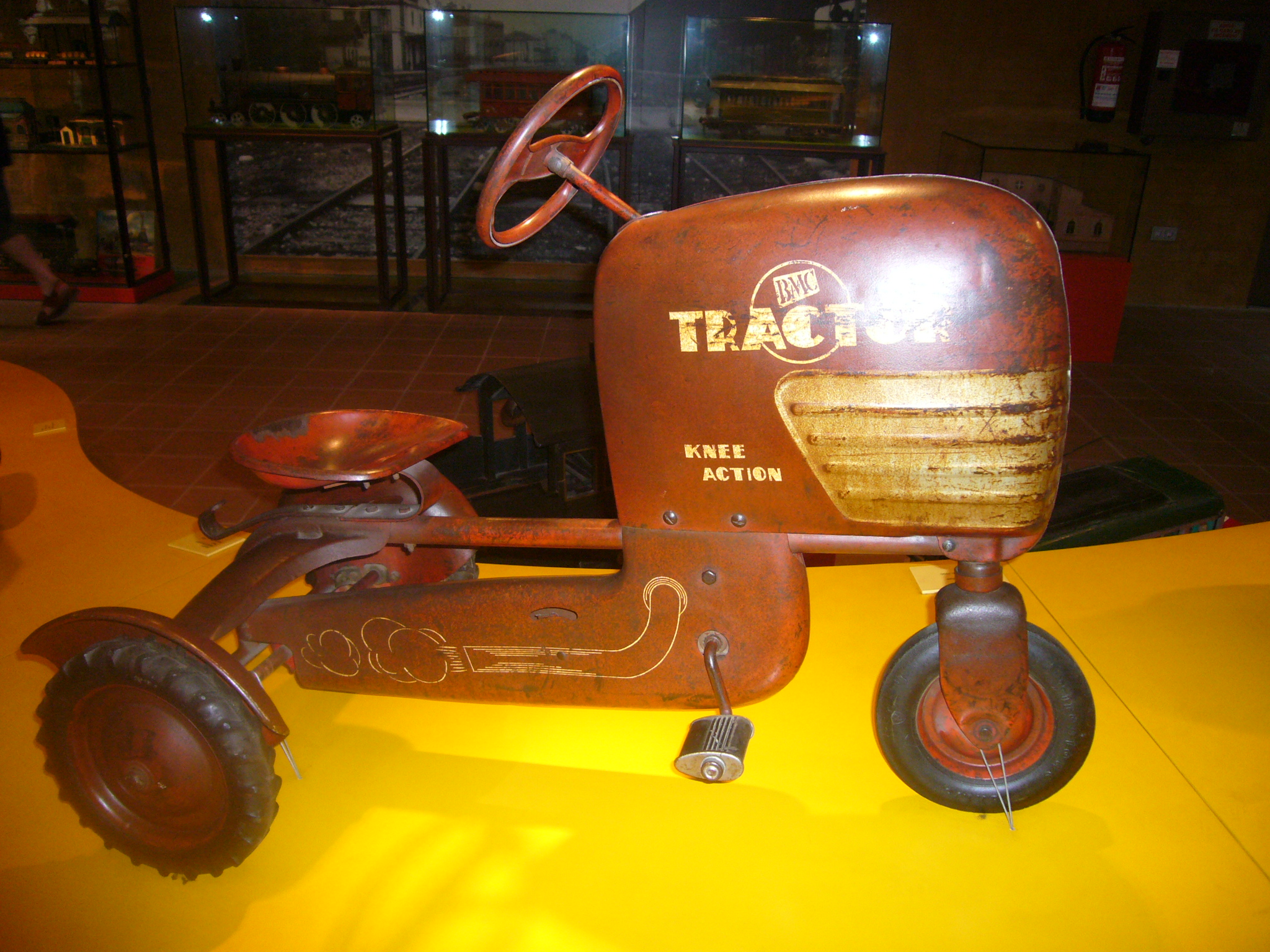
Tractor de joguina
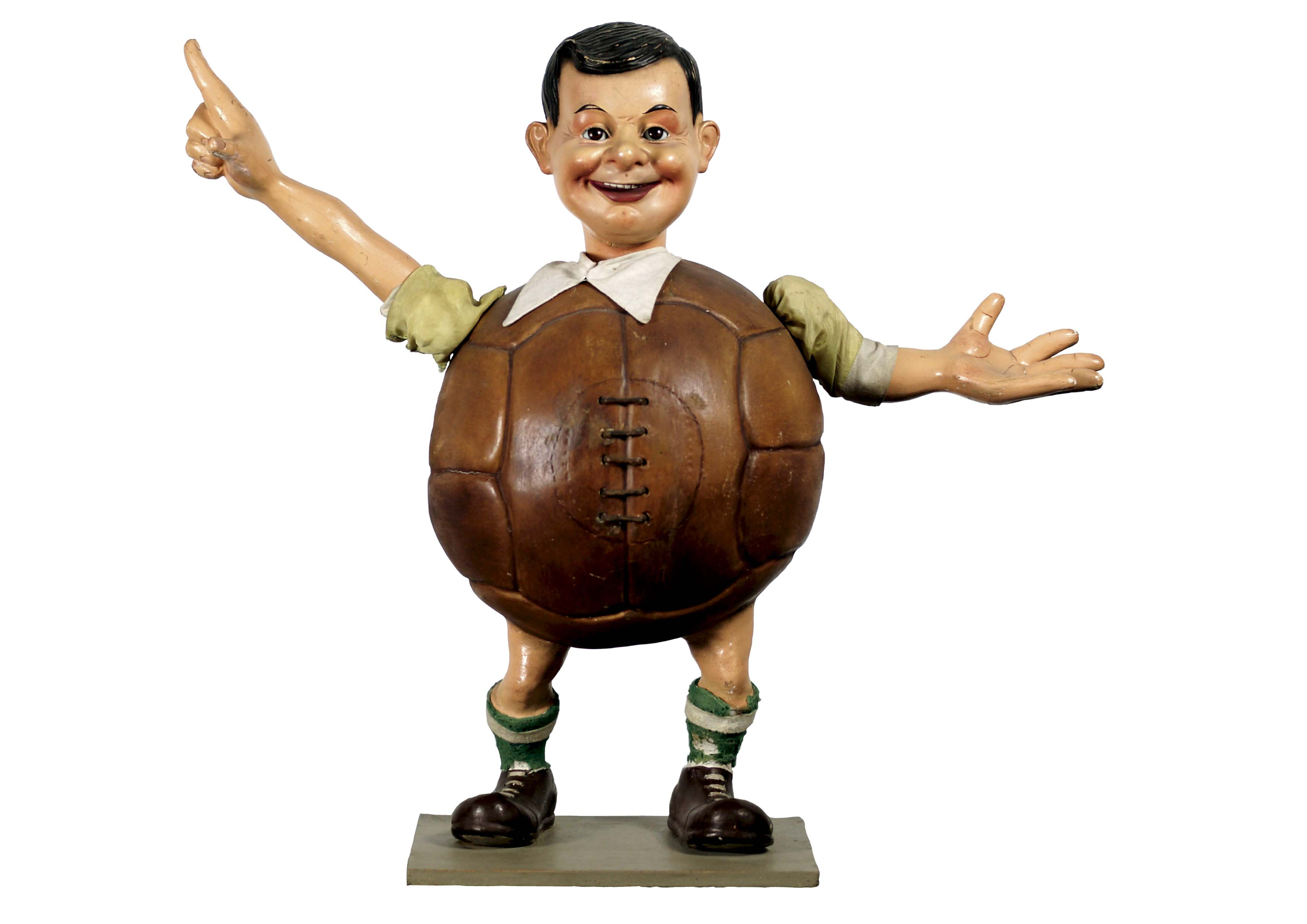
Home pilota